# Валлеротонда
Валлеротонда (італ. Vallerotonda) — муніципалітет в Італії, у регіоні Лаціо,  провінція Фрозіноне.
Валлеротонда розташована на відстані близько 125 км на схід від Рима, 50 км на схід від Фрозіноне.
Населення — 1594 особи (2014).

## Демографія
Населення за роками:

Станом на 1 січня 2023 року в муніципалітеті офіційно проживало 39 іноземців з 11 країн, серед них 20 громадян країн Євросоюзу та 6 громадян України.

## Сусідні муніципалітети
- Аккуафондата
- Черваро
- Філіньяно
- Роккетта-а-Вольтурно
- Сан-Б'яджо-Сарачиніско
- Сант'Елія-Ф'юмерапідо
- Вітікузо